# Џамија Колшариф
Џамија Колшариф је једна од већих џамија у Европи, налази се граду Казањ у руској аутономној републици Татарстан. 
Џамија се налази у казањском кремљу на месту истоимене џамије која је постојала за време Казањског каната. Џамија је била срушена за време освајања Ивана Грозног 1552. Данашња џамија је почета са изградњом 1996. и завршена је на миленијум постојања града Казањ 24. јула 2005. Име је добила по казањском имаму и браниоцу Казања Колшарифу.
У џамији се налазе музеј и продавница са верским стварима и сувенирима.